# Diaphorus livingstonei
Diaphorus livingstonei är en tvåvingeart som beskrevs av Vanschuytbroeck 1964. Diaphorus livingstonei ingår i släktet Diaphorus och familjen styltflugor.
Artens utbredningsområde är Zambia. Inga underarter finns listade i Catalogue of Life.